# Martirologi romà
El Martirologi romà (llatí: Martyrologium Romanum) és un llibre litúrgic de l'Església Catòlica Romana que conté la llista, ordenada per dies de celebració, de tots els màrtirs, sants i santes, beats i beates als quals l'Església Catòlica ha autoritzat que s'hi tributi culte públic.
Els sants, un cop beatificats o canonitzats, s'hi inscriuen normalment en la data de la seva mort, que es considera el seu dies natalis, això és, el dia del seu naixement per al cel. La diferència entre un beat i un sant, és que mentre que al primer se li pot tributar culte local (a la seva església o país d'origen, a la família religiosa que va fundar o a la qual pertanyia, etc.), un sant rep el culte públic i universal de tota l'Església.
El llibre litúrgic del Martirologi no és un mer catàleg de sants i santes, sinó que respon a una finalitat litúrgica. Cada dia es fa l'anunci ritual dels sants de l'endemà, una pràctica habitual fins fa uns anys en els monestirs, que actualment s'ha anat perdent. La manera de celebrar aquest ritu es troba explicada en el llibre del Martirologi, amb les oracions i les lectures bíbliques adients.
Revesteix una importància especial la proclamació de la solemnitat de Nadal de Nostre Senyor Jesucrist, que es fa el dia 24 de desembre, al matí, a les sales capitulars dels monestirs que no han perdut aquesta pràctica, amb el següent text, normalment cantat per un solista:
Dia 25 de desembre, vuitè de les Calendes de gener
«Transcorreguts molts segles des de la creació del món,

quan al principi Déu va crear el cel i la terra

i va fer l'home a la seva imatge;

molts segles després que havia cessat el diluvi

i l'Altíssim havia fet resplendir l'arc iris,

senyal d'aliança i de pau;

vint-i-un segles després de la sortida d'Abraham,

el nostre pare en la fe, des d'Ur de Caldea;

tretze segles després de la sortida d'Israel d'Egipte

sota el guiatge de Moisès;

uns mil anys després de la unció de David com a rei;

durant la setmana seixanta-cinc,

segons la profecia de Daniel;

en temps de l'Olimpíada cent noranta-quatre;

l'any set-cents cinquanta-dos de la fundació de Roma;

l'any quaranta-dos de l'imperi de Cèsar Octavià August,

quan a la terra sencera hi regnava la pau,

Jesucrist, Déu etern i Fill de l'Etern Pare,

volent santificar el món amb la seva vinguda,

havent estat concebut per obra de l'Esperit Sant,

passats nou mesos des de la seva concepció,

aquí es fa una pausa i tothom s'agenolla o es prosterna

a Betlem de Judà, neix de la Verge Maria, fet home.

Naixement de Nostre Senyor Jesucrist segons la carn.»